# Burkhard Vernunft
Burkhard Vernunft (* 14. Oktober 1940 in Berlin; † 2016 in Hamburg) war ein deutscher Maler.

## Leben und Werk
Vernunft studierte von 1961 bis 1965 an der Hochschule für bildende Künste Hamburg bei Carl Heinz Wienert und Klaus Bendixen. Von 1967 bis 2002 war er als Kunsterzieher tätig und war als Dozent an der Fachschule für Sozialpädagogik in Hamburg aktiv.
1977 war er Mitbegründer des Künstlerhaus Hamburg. Er war ab 1967 mit der Kunstmalerin Verena Vernunft verheiratet und lebte in Hamburg und Torria (Ligurien).

## Ausstellungen u.a.
- 1965 Neues Forum 65, Kunsthalle Bremen
- 1975 Forum Junger Kunst - Gemälde - Württembergischer Kunstverein, Stuttgart
- 1982 Erschöpft. Fünf Künstler arbeiten mit Papier, Kunsthaus Hamburg[2]
- 2003 Farbflächen, Palais für aktuelle Kunst, Glückstadt[3]
- 2008 Einzelausstellung in der Galerie Renate Kammer, Hamburg
- 2010 Einzelausstellung in der Galerie Renate Kammer, Hamburg

Ausstellungen des Deutschen Künstlerbundes:
- 1987 35. Jahresausstellung, Bremen, Kunsthalle Bremen
- 1981 29. Jahresausstellung, Nürnberg, Germanisches Nationalmuseum,
- 1980 28. Jahresausstellung, Hannover, Kestner-Gesellschaft, Kunstverein Hannover
- 1978 26. Jahresausstellung, Berlin, Akademie der Künste, Neue Nationalgalerie

## Schriften
- Ringelmann schaut sich die Erde an, Broschek Verlag, Hamburg, 1969